# 中44線
中44線 后里馬場－石城，是位於臺中市的一條鄉道，西起臺中市后里區后里馬場，東至東勢區石城，全長8.484公里。

## 路線說明
臺中市
- 后里區：后里馬場（起點， 中41線岔路）→ 慈園（ 中41-1線岔路）→
- 東勢區：石圍牆（ 中44-1線岔路）→ 石城（終點， 台3線岔路）

## 支線

### 中44-1線
中44-1線 石圍牆－石岡：
- 東勢區：石圍牆（起點， 中44線岔路）→
- 石岡區：石岡（終點， 台3線舊線岔路）

## 沿線景點、設施
- 后里馬場
- 石岡水壩

## 交會重要道路
- 中41線
- 台3線